# Elisabeth Delatour Préval
Elisabeth Débrosse Delatour Préval (sinh khoảng năm 1962) là một nữ doanh nhân Haiti, cố vấn kinh tế của tổng thống và nhà kinh tế. Bà trở thành Đệ nhất phu nhân Haiti vào ngày 6 tháng 12 năm 2009, khi cô kết hôn với Tổng thống René Préval.

## Chuyên ngành và cá nhân
Delatour là góa phụ của Leslie Delatour, cựu Thống đốc của Banque de la République d'Haïti, là ngân hàng trung ương quốc gia. Họ đã có với nhau hai đứa con trong suốt cuộc hôn nhân, kéo dài cho đến khi Leslie Delatour qua đời vào ngày 26 tháng 1 năm 2001.
Delatour nhận bằng MBA từ Đại học George Washington năm 1988. Bà đã làm việc như một nữ doanh nhân cho một công ty điện lực Haiti cũng như là một nhà thầu đường bộ trong sự nghiệp của mình. Bà làm cố vấn kinh tế cho Tổng thống René Préval trước khi kết hôn với ông vào tháng 12 năm 2009.

## Đệ nhất phu nhân Haiti
Elisabeth Débrosse Delatour kết hôn với René Préval vào Chủ nhật, ngày 6 tháng 12 năm 2009, trở thành Đệ nhất phu nhân Haiti. Đám cưới được tổ chức vào lúc 11 giờ sáng tại nhà của Delatour ở Furcy, ngoại ô thủ đô Port-au-Prince. Delatour, 47 tuổi vào thời điểm đám cưới, mặc một chiếc váy màu be, trong khi Preval mặc một bộ đồ màu trắng. Buổi lễ có sự tham gia của khoảng năm mươi người. Đây là cuộc hôn nhân thứ hai của Delatour, trong khi Preval đã kết hôn hai lần trước đó, cả hai đều kết thúc bằng việc ly hôn. Cặp đôi đã đi hưởng tuần trăng mật hai ngày trước khi chính thức chuyển đến Cung điện Quốc gia vào ngày 9 tháng 12 năm 2009.

### Trận động đất ở Haiti năm 2010
Delatour Preval bị đẩy vào các nỗ lực phục hồi quốc tế vào tháng 1 năm 2010 sau trận động đất ở Haiti năm 2010, tàn phá Port-au-Prince và khu vực xung quanh. Đệ nhất phu nhân và tổng thống đều thoát khỏi Cung điện Quốc gia, nơi sụp đổ trong trận động đất. Cặp vợ chồng chuẩn bị bước vào khu nhà ở tư nhân, khu nhà ở của tổng thống trong Cung điện Quốc gia thì trận động đất xảy ra. Cả hai đã di chuyển được ra khỏi cung điện trước khi tòa nhà sụp đổ. Tin đồn sai lầm ban đầu lan truyền ở Port-au-Prince rằng Delatour Preval đã bị chết trong trận động đất.
Sau hậu quả của trận động đất, Delatour Preval nói với các phóng viên: "Tôi tin rằng đất nước sẽ làm được. Nhìn thấy sự đoàn kết trong nhân dân, đó là hy vọng."  Delatour Preval cũng bảo vệ chính phủ Haiti của Tổng thống Preval trước những chỉ trích rằng chính phủ không hiệu quả, hoặc thậm chí không lên tiếng gì trong những ngày sau trận động đất. Bà nhắc lại rằng chính phủ vẫn hoạt động, đồng thời thừa nhận rằng có nhiều lo ngại về hiệu quả của chính phủ, đặc biệt là sau sự sụp đổ của các tòa nhà chính phủ lớn, bao gồm Cung điện Quốc gia. Trong một cuộc phỏng vấn, Delatour Preval tuyên bố: "Nhìn trực quan, mọi người không thể thấy những gì họ đã từng nhìn nhận là biểu tượng của nhà nước... Điều đó đã tạo ra một số hoảng loạn. 'Họ ở đó hay không?'" 